# Palavra
Na língua portuguesa, uma palavra (do latim parábola, que por sua vez deriva do grego translit. parabolé) pode ser definida como sendo um conjunto de letras ou sons de uma língua, juntamente com a ideia associada a este conjunto. A função da palavra é representar partes do pensamento humano, e por isto ela constitui uma unidade da linguagem humana.
Apesar da definição supra, não existe uma designação técnica suficientemente precisa para "palavra", já que nem sempre é possível delimitá-la: por exemplo, pode haver "palavras dentro de palavras", como em beija-flor. Ainda, a intuição pode não ser recurso suficiente para tal delimitação, já que nem sempre a ideia (o aspecto semântico) coincidirá com a escrita (o aspecto gráfico): é o caso, por exemplo, de "de repente" e "depressa".

## Considerações conceituais
Quando nos,  referimos à palavra enquanto um conjunto de letras, ela é parte da linguagem escrita ou gráfica. Quando nos referimos à palavra enquanto um conjunto de sons, ela é parte da linguagem falada ou glótica. Em ambos os casos, este é o denominado aspecto externo ou representação material da palavra, e a este aspecto externo, material, damos o nome de vocábulo.
Quando nos referimos à palavra enquanto índice da ideia que ela representa (ou seja: quando falamos do sentido por trás da palavra escrita ou falada), estamos nos referindo ao aspecto interno ou representação imaterial da palavra, e a este aspecto interno, imaterial, damos o nome de termo.
É por isto que o correto é "explicar bem um termo", não "explicar bem um vocábulo". Do mesmo modo, o correto é "pronunciar bem um vocábulo", não "pronunciar bem um termo".
As palavras podem ser combinadas para criar frases.
Uma palavra também pode ser definida como sendo um conjunto de morfemas. Contudo, embora na língua escrita a demonstração deste conceito seja relativamente simples (e em muitos sistemas de escrita as palavras sejam delimitadas por espaços entre si), há idiomas que não usam divisores de palavras. É o caso do sânscrito.
Além disto, em antigos manuscritos latinos (e japoneses em que o uso do kanji era frequente) o uso de delimitadores de palavra era optativo.

## Morfologia e delimitação
Nas línguas flexivas, uma única palavra (por exemplo: cansado) pode assumir diferentes formas:
- Ele está cansado
- Ela estava cansada
- A natação nos deixa cansados
- As duas irmãs chegaram cansadíssimas da escola

Neste caso, as formas que variam em gênero, número e grau não são consideradas palavras diferentes, mas formas distintas de uma mesma palavra. Em idioma que têm flexão de gênero, número, etc., considera-se a mesma "palavra" todas as formas que pertencem à mesma classe (por exemplo, o adjetivo cansado), ainda que morfemas modifiquem seus referentes. Dessa forma, tem-se que as palavras podem ser invariáveis, se são sempre empregadas da mesma forma (cada, alguém), ou variáveis, se podem se apresentar de maneiras diferentes de acordo com sua especificação morfossintática (o, a, os, as, leia, leem). As invariáveis se apresentam sempre da mesma forma como constam em um dicionário. Na língua portuguesa, preposições, conjunções e advérbios são sempre invariáveis; enquanto Artigos, pronomes e verbos são sempre variáveis e, dentre os adjetivos e substantivos, estes quase sempre são variáveis, apesar de existir alguns invariáveis (por exemplo: simples, tórax, bônus).
Nas línguas aglutinantes, as palavras podem possuir um grande número de morfemas, equivalendo ao que em outros idiomas seriam frases complexas. Por exemplo, nas línguas iúpiques, angyaghllangyugtuq significa "ele quer comprar um barco grande". Estas palavras enormes continuam a ser palavras únicas, pois elas contêm apenas um lexema ("morfema lexical" ou "entrada de dicionário"): os demais morfemas são partículas gramaticais que perdem significado, quando avulsas.
Nas línguas analíticas, uma palavra quase sempre consiste de um único morfema. Entretanto, alguns conceitos são expressos pela combinação de sílabas ou grafemas em uma única composição.
Na linguagem oral (ou falada, ou glótica), distinguir palavras individuais é ainda mais complexo: palavras curtas são pronunciadas de uma só vez, enquanto palavras mais longas requerem vários ciclos de respiração. O francês falado possui algumas das características de uma língua aglutinante: je ne le sais pas (que significa "eu não sei disto") foneticamente torna-se ʒənələsepa.
Como parte dos idiomas falados não possui escrita, é crucial saber determinar cientificamente os limites de cada palavra.
Há cinco formas de determinar onde, na linguagem oral, as palavras começam e terminam:
- Pausa potencial: um falante é levado a repetir pausadamente uma determinada sentença. A tendência é que ele venha a inserir pausas onde as palavras são delimitadas. No entanto, tal método não é de todo seguro: o falante poderia facilmente quebrar palavras polissilábicas.
- Indivisibilidade: um falante é levado a dizer uma frase e, em seguida, a repeti-la com alguns acréscimos. Assim, Morei nesta aldeia por dez anos tornar-se-ia Minha família e eu moramos nesta pequena aldeia por cerca de dez anos ou mais. Haverá uma tendência para que essas palavras a mais sejam inseridas entre as palavras que já se encontravam na frase. Entretanto, alguns idiomas aceitam infixos nas palavras como portadores de informação adicional.
- Mínimas formas livres: esse conceito foi proposto por . Palavras são tidas como a menor unidade significativa da fala que podem significar algo por si mesmas. Isso agrupa fonemas (unidades sonoras) em lexemas (unidades de significado). Contudo, algumas formas escritas não são mínimas formas livres como se, isoladamente, elas fizessem sentido, como o artigo a e a preposição de.
- Delimitadores fonéticos: alguns idiomas possuem regras específicas de pronúncia que tornam fácil detectar onde começam e terminam as palavras. Por exemplo, numa língua que acentua regulamente a última sílaba de uma palavra, como o hebraico, é mais provável encontrar um delimitador de palavra após tais sílabas. Um outro exemplo é encontrado em idiomas que possuem regras de harmonia vocálica, como o turco: as vogais em uma determinada palavra compartilham da mesma "qualidade"; assim, um delimitador de palavra ocorre mais facilmente próximo do local onde uma vogal de outra "qualidade" é encontrada. Todavia, nem todos os idiomas possuem tais regras fonéticas, sendo exceção as que dispõem de tais regras.
- Unidades semânticas: assim como as "mínimas formas livres", este método quebra uma frase em suas menores unidades significativas. Entretanto, idiomas contém palavras que possuem pouco valor semântico (e ainda possuem uso gramatical), ou unidades semânticas que são palavras compostas.

Na prática, os linguistas aplicam uma combinação de todos os métodos listados acima com o intuito de delimitar o que vem a ser uma "palavra". E, mesmo com a cuidadosa aplicação desses referidos métodos, ainda não foi possível estabelecer um conceito geral, válido em todas as línguas, para definir "palavra".
Conforme Bechara, uma interjeição a rigor nem é uma pura palavra, mas uma "palavra-oração", pois sozinha pode significar um conteúdo de pensamento da linguagem emocional.

## Estrutura das palavras
A palavra é composta de um núcleo semântico que é sua base mórfica ou raiz. Além dela, os demais elementos são periféricos. A palavra pode ser composta apenas pela raiz, como em mar, feliz, ou possuir também morfemas periféricos, como em marinho, infeliz.
Há quatro tipos de morfemas gramaticais:
- bases;
- afixos ou morfemas derivacionais;
- vogais temáticas;
- desinências ou morfemas flexionais.

Dessa forma, classifica-se como palavra primitiva aquela cuja formação não teve origem a partir de outro radical (ex.: pedra, flor, casa, livro, papel). Estas palavras em um processo derivacional podem dar origem a novas palavras (ex.: pedraria, florescer, caseiro, livraria, papelaria).